# Rudi Marguerettaz
Pour les articles homonymes, voir Marguerettaz.
Rudi Franco Marguerettaz (né le 14 mars 1957 à Aoste) est un homme politique italien originaire de la Vallée d'Aoste, secrétaire de la Stella alpina, élu député lors des élections générales italiennes de 2013 avec l'appui de l'Union valdôtaine.

## Biographie
Sa victoire est de 185 voix sur Laurent Viérin, à la tête d'une Union valdôtaine progressiste nouvellement créée. Il s'inscrit au groupe parlementaire de la Ligue du Nord (intitulé pour l'occasion Ligue du Nord et Autonomies).
Le 1er avril 2015, il quitte ce groupe pour le groupe mixte, composante Minorités linguistiques, en raison de l'alliance signée avec le Parti démocrate.